# Luftige Zwergfledermaus
Die Luftige Zwergfledermaus (Pipistrellus aero) ist eine in Ostafrika verbreitete Fledermaus in der Familie der Glattnasen. Museumsexemplare des British Museum, die fälschlicherweise zu dieser Art gezählt wurden, stammen von der Weißrandfledermaus (Pipistrellus kuhlii).

## Merkmale
Wie der Name andeutet, ist die Art mit 31 bis 34 mm langen Unterarmen eine sehr kleine Fledermaus. Sie erreicht eine Kopf-Rumpf-Länge von 40 bis 49 mm, eine Schwanzlänge von 32 bis 34 mm und ein Gewicht von 4 bis 5 g. Die Haare der Ober- und Unterseite besitzen zwei verschiedenfarbige Abschnitte, was oberseits ein dunkles rotbraunes bis schwarzbraunes und unterseits ein etwas helleres Aussehen erzeugt. Am Kopf ist kein Nasenblatt vorhanden und die schwarzen Ohren sind auf der Stirn nicht mit einem Hautstreifen verbunden. Wie bei der Weißrandfledermaus kommen an den dunklen Flügeln weiße Kanten vor. Der Schwanz ist vollständig von der Schwanzflughaut umschlossen.
Bei den oberen Schneidezähnen haben die Kronen eine Spitze. Im Oberkiefer befinden sich pro Seite zwei Schneidezähne, ein Eckzahn, zwei prämolare Zähne und drei Molaren. Im Unterkiefer ist zusätzlich ein dritter Schneidezahn pro Seite vorhanden, was 34 Zähne im Gebiss ergibt.

## Verbreitung und Lebensweise
Die Luftige Zwergfledermaus konnte nur in drei Regionen in Kenia registriert werden. Möglicherweise erreicht sie angrenzende Gebiete Äthiopiens. Die Art lebt in trockenen Wäldern, Gebüschflächen und Regionen mit Gras. Zur Lebensweise ist nichts bekannt.

## Gefährdung
Die IUCN listet die Art mit unzureichende Datenlage (data deficient) da Informationen zur Populationsgröße und zu möglichen Bedrohungen fehlen.